# Le Juif polonais

Affisch från premiären

Le Juif polonais (Den polske juden) är en fransk opera i tre akter med musik av Camille Erlanger och libretto av Henri Caïn.

## Historia
Operan var en bearbetning av scenpjäsen Le Juif polonais (1867) av Erckmann-Chatrian. Pjäsen översattes till engelska 1871 som The Bells av Leopold Lewis. Samma underlag användes av Karel Weis till sin opera Der polnische Jude (1901).

## Uppförandehistorik
Operan hade premiär i Paris på Opéra-Comique den 11 april 1900 med tenoren Gustave Huberdeau som polacken, kontraalten Jeanne Gerville-Réache som Catherine, bassångaren André Gresse som presidenten, tenoren Edmond Clément som Christian och Victor Maurel som Mathias. Rollen som Mathias dotter Suzelle sjöngs av Julia Guiraudon. Till skillnad från Erlangers första opera Karmaria blev Le Juif polonais en stor framgång och spelades i Frankrike fram till 1930-talet.
Gustav Mahler satte upp verket i Wien 1906, där den blev ett fiasko. Handlingen ansågs för tunn och musiken otillräcklig för att skapa intresse. Enligt Alma Mahler hade slädbjällrorna påmint hennes make, när han hörde verket i Paris, om hans egen fjärde symfoni. Wienerkritikerna rankade verket som underlägset Karel Weiss opera Der polnische Jude från 1902.

## Handling
Ett dramatisk klimax förekommer i akt 2 då ljudet av slädbjällror vid Mathias dotters bröllop får värdshusvärden att minnas juden han mördade 15 år tidigare. I akt 3 drömmer han att han blir anklagad för mordet. Han erkänner dådet och att han gjorde sig av med kroppen varpå han dör av en hjärtattack.